# Lego City Adventures
Lego City Adventures é uma série de televisão de desenho animado por computador dinamarquês-americana, produzida pelo The Lego Group para a Nickelodeon. É a segunda série Lego criada exclusivamente para a Nickelodeon, após Lego Hero Factory de 2010.